# رافاييل دوس سانتوس سيلفا
رافاييل دوس سانتوس سيلفا (بالبرتغالية: Rafael Lopes Silva‏) (27 أغسطس 1982 في ساو باولو في البرازيل – )؛ هو لاعب كرة قدم سابق كان يلعب كمهاجم.

## وصلات خارجية
- رافاييل دوس سانتوس سيلفا على موقع رابطة كرة القدم اليابانية للمحترفين (اليابانية)
- رافاييل دوس سانتوس سيلفا على موقع قاعدة بيانات كرة القدم.إي يو (الإنجليزية)
- رافاييل دوس سانتوس سيلفا على موقع Soccerway.com (الإنجليزية)
- رافاييل دوس سانتوس سيلفا على موقع عالم كرة القدم.نت (الإنجليزية)